# Saint-Auvent
 Saint-Auvent  (en occitano Sent Auvenç) es una población y comuna francesa, situada en la región de Lemosín, departamento de Alto Vienne, en el distrito de Rochechouart y cantón de Saint-Laurent-sur-Gorre.

## Demografía
| 1013 | 924 | 777 | 813 | 817 | 837 | 925 |
| Para los censos de 1962 a 1999 la población legal corresponde a la población sin duplicidades (Fuente: INSEE [Consultar]) |     |     |     |     |     |     |